# Rundvågskollane
Die Rundvågskollane (norwegisch für Rundbuchthügel) sind eine Gruppe blanker Felsenhügel an der Prinz-Harald-Küste des ostantarktischen Königin-Maud-Lands. Sie ragen auf der Ostseite der Bucht Rundvåg am Südostufer der Lützow-Holm-Bucht auf.
Norwegische Kartografen kartierten sie anhand von Luftaufnahmen, die bei der Lars-Christensen-Expedition 1936/37 entstanden. Ihr Name leitet sich von demjenigen der ihnen vorgelagerten Bucht ab.